# Kaur
Kaur, także: Kau-ur, Kauur – miejscowość w Gambii, w dywizji Central River, w dystrykcie Lower Saloum, ok. 2300 mieszkańców. Kaur leży na północ od rzeki Gambia przy North Bank Road, ok. 40 kilometrów na wschód od Farafenni. W okolicy miejscowości znajduje się rezerwat leśny Belel Forest Park.